# ミントゥルノ
ミントゥルノ（伊: Minturno）は、イタリア共和国ラツィオ州ラティーナ県にある、人口約20,000人の基礎自治体（コムーネ）。

## 地理

### 位置・広がり
ラティーナ県南東部に位置する。

#### 隣接コムーネ
隣接するコムーネは以下の通り。括弧内のFRはフロジノーネ県、CEはカゼルタ県（カンパニア州）所属を示す。
- コレーノ・アウゾーニオ (FR)
- フォルミア
- サンティ・コズマ・エ・ダミアーノ
- セッサ・アウルンカ (CE)
- スピーニョ・サトゥルニア

### 気候分類・地震分類
ミントゥルノにおけるイタリアの気候分類 (it) および度日は、zona C, 1334 GGである。
また、イタリアの地震リスク階級 (it) では、zona 3A (sismicità bassa) に分類される。

## 行政

### 山岳部共同体
- 広域行政組織である山岳部共同体（イタリア語版）「モンティ・アウルンチ山岳部共同体」 (it:Comunità montana dei Monti Aurunci) （事務所所在地: スピーニョ・サトゥルニア）に属する。

### 分離集落
ミントゥルノには、以下の分離集落（フラツィオーネ）がある。
- Marina, Pulcherini, Santa Maria Infante, Scauri, Tremensuoli, Tufo

## 姉妹都市
- スタンフォード、アメリカ合衆国 - 2008年
- オルトーナ、イタリア - 2018年